# Прем'єр-міністр Сент-Люсії
Прем'є́р-міні́стр Сент-Люсі́ї — голова уряду і виконавчої влади держави Сент-Люсія. Після перемоги на парламентських виборах голова партії, що перемогла, стає прем'єр-міністром Сент-Люсії і формує уряд. Фактичний керівник держави Сент-Люсія. Посада прем'єр-міністра Сент-Люсії виникла ще 1960 року з наданням владою Великої Британії самоврядування своїй колонії Сент-Люсії.

## Перелік прем'єр-міністрів Сент-Люсії
Самоврядування
- 1960—1964 — Джордж Чарлз
- 1964—1979 — Джон Комптон

Незалежність
- 1979 — Джон Комптон
- 1979—1981 — Аллан Луїзі
- 1981—1982 — Вінстон Сенак
- 1982 — Майкл Пілгрім
- 1982—1996 — Джон Комптон (2 -ий раз)
- 1996—1997 — Воген Льюіс
- 1997—2006 — Кеннет Ентоні
- 2006—2007 — Джон Комптон (3 -ий раз)
- 2007—2011 — Стефенсон Кінг
- 2011—2016 — Кеннет Ентоні (2 -ий раз)
- 2016 —2021 — Аллен Частанет
- 2021 — тепер: Філіп П'єр